# Fédération française du sport automobile
Pour les articles homonymes, voir FFSA.
La Fédération française du sport automobile (FFSA), fondée en 1952, est l'une des associations sportives nationales affiliées à la Fédération internationale de l'automobile (FIA). Bénéficiaire d'une délégation du ministère chargé des Sports, elle réglemente, organise, dirige et développe le sport automobile et le karting sur le territoire français.
Représentant l'État sur le terrain, la FFSA est donc dépositaire et garante de la politique de développement du sport automobile et du karting en France.

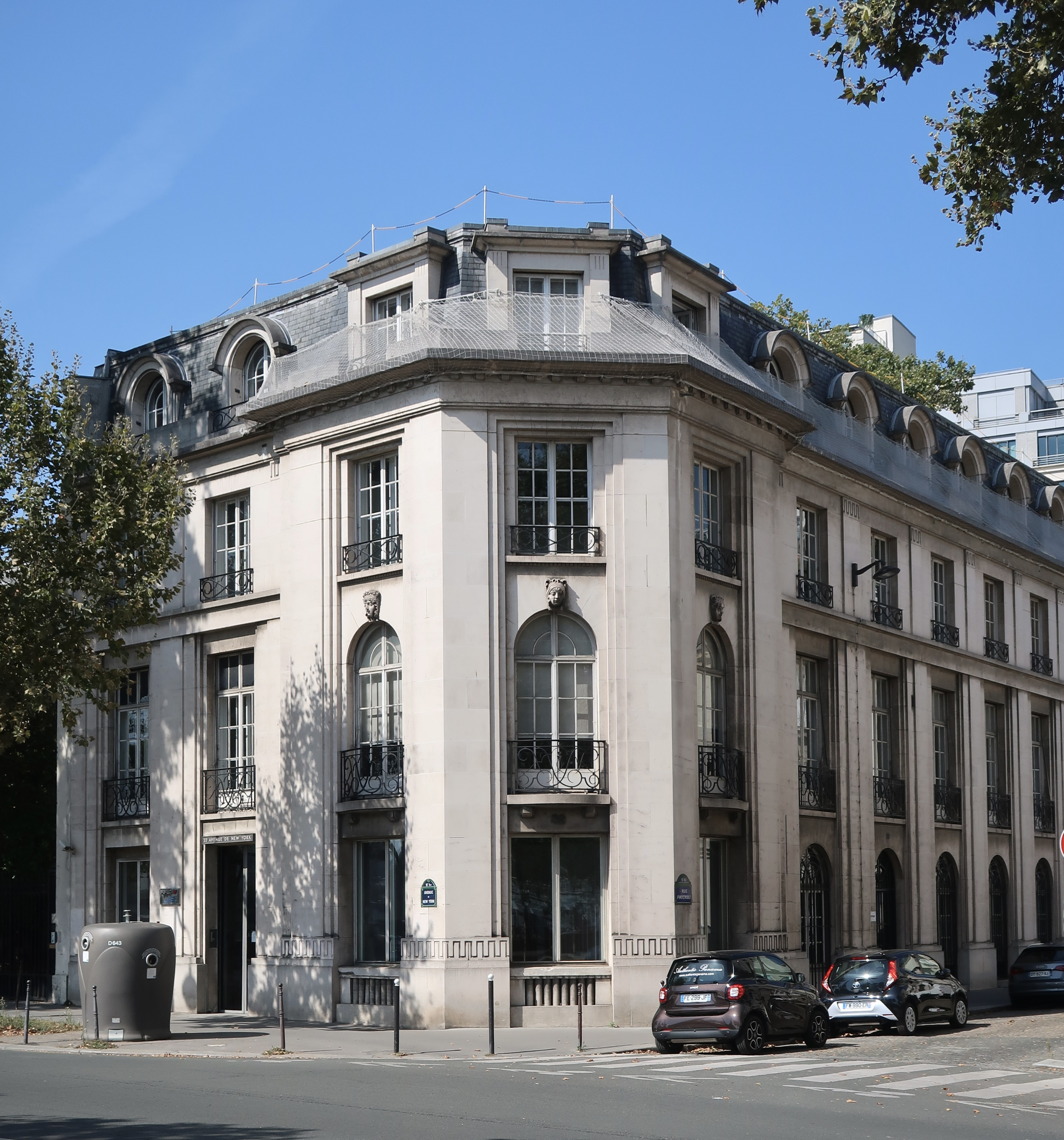
Siège au n°32 avenue de New-York (16e arrondissement de Paris).

## Historique
- 1952 : Création de la Fédération française du sport automobile[1] ;
- 2000 : Intégration du karting aux activités de la FFSA ;
- 2014 : Intégration du drift aux activités de la FFSA.

## Organisation de la FFSA
Basée à Paris, la FFSA est constituée d’un tissu de structures associatives formé de vingt-et-un Comités régionaux de sport automobile et de dix-huit Commissions régionales de karting. Chacune de ces structures décentralisées est composée d’Associations sportives automobiles (ASA) et d’Associations sportives de karting (ASK), qui délivrent les licences et assurent l’organisation technique/administrative des épreuves inscrites au calendrier.

### Composition
La FFSA dispose également, avec la FFSA Academy, de son propre organisme voué à la formation. Située au Mans, cette structure unique au monde a pour but de former des pilotes, des moniteurs de pilotage ainsi que des mécaniciens.

### Rôle de la FFSA
Les actions de la FFSA sont notamment :
- la délivrance de licences ;
- l'établissement d'un calendrier des épreuves ;
- l'approbation des circuits ;
- la délivrance des permis d'organisation des épreuves ;
- le contrôle des épreuves ayant reçu un permis d'organisation ;
- la délivrance de diplômes de moniteur-éducateur ;
- l'agrément d'écoles de pilotage ;
- l'organisation de championnats, épreuves et manifestations ;
- l'attribution des titres de Champion de France ;
- l'affiliation à des organisations nationales ou internationales ;
- l'aide morale, technique et matérielle aux associations et aux licenciés ;
- la tenue d'assemblées, de congrès, de conférences et de stages ;
- la tenue d'un service central de documentation et de renseignements ;
- l'édition et la publication de tous documents et bulletins concernant ses activités ;
- l'exercice du pouvoir disciplinaire qui lui est dévolu par la loi.

## Les disciplines gérées par la FFSA

### Rallye
Avec plus de 250 épreuves inscrites au calendrier de la FFSA chaque saison, le rallye se décline sur tous les types de terrains (asphalte, pistes en terre, chemins non revêtus) et s’ouvre à toutes les catégories de voitures homologuées. 

### Circuit
Discipline se composant de plusieurs séries d’événements disputés sur des circuits bitumés, pour certaines ouvertes dès le plus jeune âge : le GT Tour FFSA, la Coupe de France des circuits, les Courses Clubs, la Coupe de France camions, le Championnat de France et les Épreuves d'endurance tout-terrain et/ou la Coupe de France SSV.

### Montagne
Discipline rassemblant plus de 130 courses de côte chaque saison. D’une longueur de quatre à six kilomètres, les épreuves du Championnat de France de la montagne représentent le plus haut niveau. Pour compléter ce championnat, la FFSA organise la Coupe de France de la montagne, la Coupe de France des slaloms ainsi que des courses d’accélération et de dragsters.

### Tout-terrain
Discipline revêtant de multiples facettes vers lesquelles se tournent les adeptes du pilotage tout en glisse. Plusieurs compétitions composent le tout-terrain : le championnat de France de rallycross, le Championnat de France d'autocross et de Sprint Car, la Coupe de France de Fol'Car, la Coupe de France de camion cross, la Coupe de France de 2CV cross et des épreuves sur glace.

### Karting
Discipline pratiquée par de nombreux pilotes, jeunes et moins jeunes, le karting est considéré comme une filière d’accès au sport automobile. L’organisation des compétitions de karting se caractérise par différents types de compétition incluant divers championnats régionaux et nationaux et des Championnats et Coupes de France. Pour ce faire, la FFSA s'appuie sur la Commission nationale de karting.

### VHC (Véhicules historiques de compétition)
Discipline proposée aux propriétaires de voitures anciennes. Trois activités sont organisées : la compétition au sens strict, la régularité sportive (sur routes fermées à la circulation) et la régularité (sur routes ouvertes). Le rallye, le circuit, la montagne (dont le slalom) et même le tout-terrain sont directement concernés, avec notamment le Championnat de France des rallyes VHC, les Rallyes de régularité historique, le Championnat de France historique des circuits, le Championnat de France de la montagne VHC, le slalom historique et/ou l’endurance 4x4.

### Drift
Discipline apparue dans les années 1980, le drift consiste à contrôler un véhicule en glissant sur une piste en bitume. Un championnat de France de drift est organisé depuis 2014.

## Événements et compétitions phares

### Championnat de France des rallyes
Organisé depuis 1967, le Championnat de France est ouvert à toutes les catégories de voitures, ainsi qu'au plus grand nombre de licenciés. Il est notamment révélateur des jeunes espoirs qui partent ensuite faire leurs armes en Championnat du monde des rallyes.

### Championnat de France des circuits
Le GT Tour, ou Championnat de France des circuits FFSA, est organisé par la société Oreca qui en assure également la promotion. Au gré des étapes, il réunit diverses séries sur circuits : le Championnat de France et la Coupe de France FFSA GT, le Championnat de France F4, le Championnat de France de Supertourisme, la Porsche Carrera Cup France, la Peugeot RCZ Racing Cup, la Mitjet ou encore la Clio Cup France.

### Rallye de France
Inscrit au calendrier du championnat du monde des rallyes FIA depuis la création de celui-ci en 1973, le Rallye de France a connu deux territoires depuis ses débuts : la Corse (de 1973 à 2008) et l’Alsace (de 2010 à 2014). Depuis 2015, le Rallye de France est de retour en Corse, sur ses terres historiques, d’où son nom « Tour de Corse ».

### Championnat de France de rallycross
Créé en 1977, le championnat de France de rallycross est composé de cinq catégories (Supercar, Super1600, Division 3, Division 4 et coupe Twingo). Les neuf circuits du championnat sont constitués d'une partie asphalte et d'une partie terre (le pourcentage entre les deux revêtements varie selon chaque circuit).

## La FFSA Academy
Situé au Mans, la FFSA Academy, est le centre de formation de la FFSA qui prépare au métier de pilote automobile, à celui de mécanicien de compétition ou encore de moniteur de pilotage. Créée en 1993, la FFSA Academy organise également le Championnat de France F4, tremplin pour les jeunes talents qui souhaitent effectuer leurs premiers pas en compétition automobile.

## Équipes de France FFSA
La Fédération française du sport automobile rassemble des pilotes nationaux, au sein d'équipes de France. La France est le seul pays au monde à avoir une équipe nationale d'entraînement pour les sports automobiles ; elle concerne trois disciplines : le rallye, le karting et le circuit. En complément de leurs activités en compétition, les membres des équipes de France bénéficient d’un programme de préparation physique et mentale et de diverses conférences sur des thèmes aussi variés que la communication, la diététique et/ou les langues étrangères.

## Rallye Jeunes FFSA

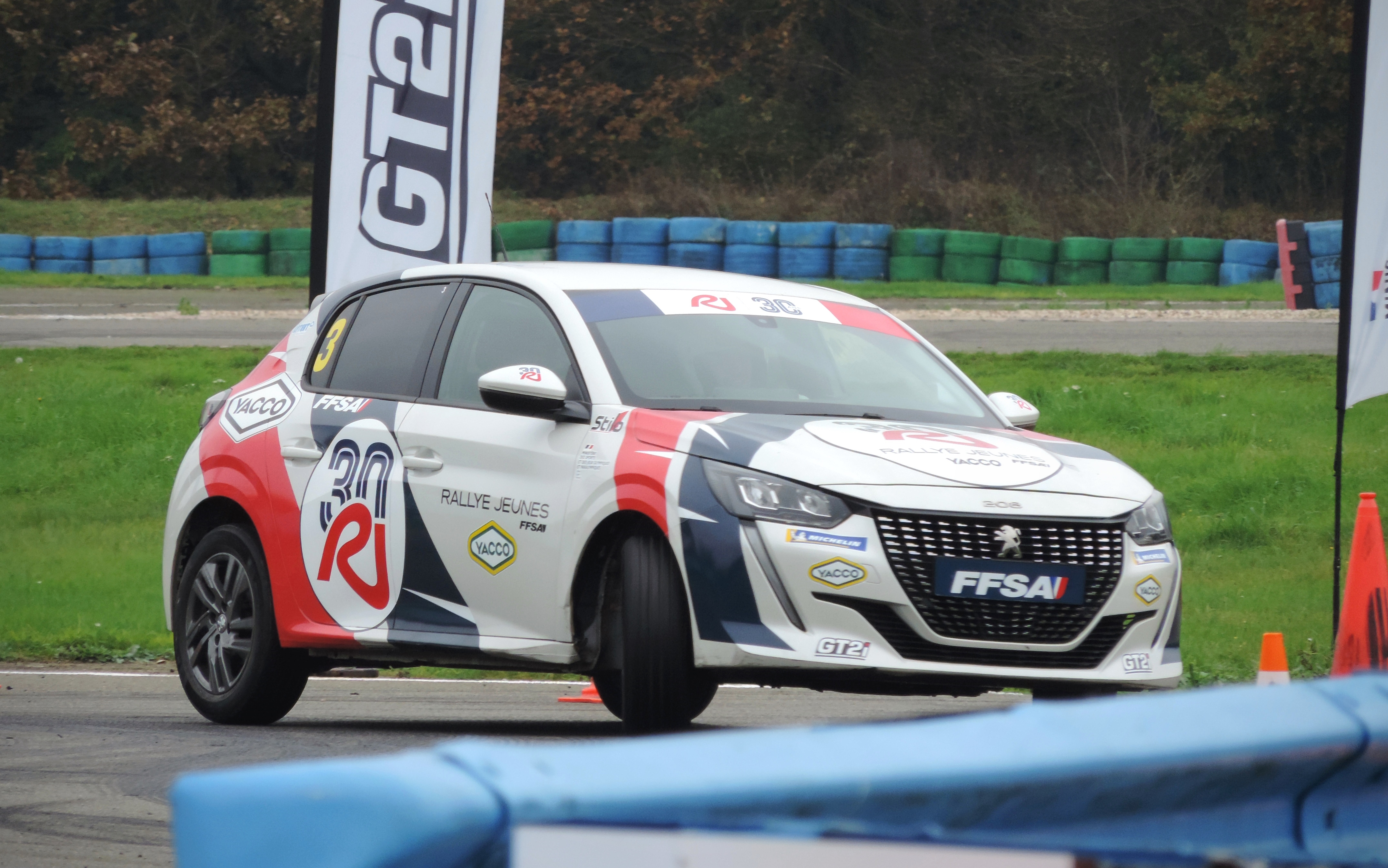
Une Peugeot 208 II du Rallye Jeunes 2024.

Organisé par la FFSA, le Rallye Jeunes est une opération de détection de jeunes pilotes de rallye. Depuis sa création, l’opération a accueilli, détecté et formé des pilotes ayant évolué au plus haut niveau de la discipline :
Sébastien Loeb (double finaliste en 1995 et 1996), Nicolas Bernardi (lauréat 1995), Bryan Bouffier (lauréat 1999), Sébastien Ogier (lauréat 2005), Quentin Gilbert (lauréat 2009), Éric Camilli (lauréat 2012), Yohan Rossel (lauréat 2014), Adrien Fourmaux (lauréat 2016).

## Identité visuelle

Logos de la FFSA